# Spinning Jenny
 For alternative betydninger, se Jenny (flertydig). (Se også artikler, som begynder med Jenny)
Spinning Jenny var den første spindemaskine, som kunne bruges industrielt. Den blev opfundet i England i 1764 af væveren James Hargreaves fra Lancashire ved Manchester. Spinning Jenny var en af de vigtigste opfindelser i den industrielle revolution, og den havde stor andel i tekstilindustriens succes og størrelse. Navnet kommer af Spinning Engine, "spindemaskine", som i folkemunde blev til "Spinning Jenny".
Den var hånddreven og fungerede ved, at der blev drejet på hjulet. Bomulden var kartet (renset) færdig og rullet op på spoler. Derefter trak maskinen den ud tvandt den (snoede flere tråde sammen).
Spinning Jenny kunne spinde otte tråde ad gangen og efter forbedringer ca. 100. Det blev muligt for én at producere lige så meget garn som mange håndspindere (masseproduktion). Til trods for at Spinning Jenny kun kunne spinde en grov tråd, vakte maskinen vrede blandt spindere, som frygtede for deres job. De saboterede mange maskiner. Spindemaskinen blev senere forbedret af Richard Arkwright og Samuel Crompton (1753-1827) og bidrog til at revolutionere tekstilindustrien.

## Funktionsmåde
I maskinen sidder garnet på spolerne øverst oppe. På skitsen til venstre ses spolen med det forspundne garn ved D. Garntråden føres fra spolen og ned igennem et sæt klemvalser (A). Garnet føres herefter videre ned til vingespindlen (E). Maskinens bremse (B) bestemmer hvor hårdt valserne skal trække i tråden, det vil sige hvor meget tråden bliver strakt, inden den snos. Under vingespindlen (E) sidder en spolebremse (C), der sørger for at spindlen ikke løber så hurtigt rundt som spolen. Spolebremsen bestemmer altså, hvor stor en mængde garn, der bliver spundet.